# Pseudoeurycea leprosa
Espèce
Synonymes
- Spelerpes leprosus Cope, 1869
- Spelerpes laticeps Brocchi, 1883
- Spelerpes orizabensis Blatchley, 1893
- Spelerpes gibbicaudus Blatchley, 1893

Statut de conservation UICN

 LC  : Préoccupation mineure
Pseudoeurycea leprosa est une espèce d'urodèles de la famille des Plethodontidae.

## Répartition
Cette espèce est endémique du Mexique. Elle se rencontre de 2 500 à 3 200 m d'altitude dans les États de Veracruz, de Puebla, de Morelos et de Mexico. Des populations isolées sont également présentes dans les États de Guerrero et Oaxaca.

## Description
Pseudoeurycea leprosa mesure environ 90 mm dont 40 mm pour la queue. Son dos est noir. Son ventre est moins foncé et est nuancé de brun. Sa gorge est tachetée de gris.

## Publication originale
- Cope, 1869 : A review of the species of Plethodontidae and Desmognathidae. Proceedings of the Academy of Natural Sciences of Philadelphia, vol. 21, p. 93-118 (texte intégral).